# Кузьменко Олександр Михайлович
Олександр Михайлович Кузьменко (нар. 20 листопада 1949, Марганець, Дніпропетровська область) — український науковець в галузі гірництва, доктор технічних наук, професор (1996). Співзасновник вітчизняної Школи підземної розробки.

## Біографія
Закінчив Дніпропетровський гірничий інститут ім. Артема, гірничий факультет (1967–1972).
Працював у науково-дослідному секторі цього ж інституту (1974–1976), закінчив аспірантуру (1976–1979) і докторантуру (1989–1991).
У 1979 р. захистив кандидатську дисертацію «Пошук й обґрунтування раціональної технології зведення закладного масиву при застосуванні пневматичних кріплень». У 1996 р. — докторську дисертацію «Геомеханічне обґрунтування технології підземних гірничих робіт у динамічних полях напруг породного масиву».
У 1976-79 рр. працював в Аннабинському університеті (м. Аннаба, Алжир).
На 2010 р. працює у Національному гірничому університеті (м. Дніпропетровськ), професор кафедри підземної розробки родовищ, голова Науково-методичної ради університету, член НМК «Гірнича справа» Міністерства освіти і науки України.

## Основні праці
- монографія «Технологія залишення породи в очисних і підготовчих виробках крутих пластів» (1995),
- монографія «Principales questions de la theorie de l`extraction des minersux utils» (1988),
- монографія «Напрям використання вугілля. Енциклопедичне видання. Енергетика: історія, сьогодення й майбутнє. Т.1» (2005),
- «Короткий гірничий словник» (1993),
- підручник «Технологія підземної розробки пластових родовищ корисних копалин» (рос. 2003, укр. 2005)

## Нагороди
- Державна премія України в галузі науки і техніки 2011 року — за роботу «Сучасні технології комплексної розробки вугільних родовищ України в гірничо-геологічних умовах відпрацювання тонких та надтонких пластів» (у складі колективу)[1]